# Rodney Pattisson
Rodney Stuart Pattisson, MBE (nascut el 5 d'agost 1943) és un regatista anglès. És doble medallista d'or olímpic en vela, va guanyar l'or en els Jocs Olímpics de Mèxic 1968 i també en els Jocs Olímpics de Múnic 1972 tots dos en la classe Flying Dutchman. Així mateix va guanyar una medalla de plata en els Jocs Olímpics de Mont-real 1976 a la mateixa classe per convertir-se en el regatista olímpic més reeixit de Gran Bretanya fins que Ben Ainslie va aconseguir 3 medalles d'or i una medalla de plata en quatre Jocs Olímpics diferents en els Jocs Olímpics de Pequín 2008. Pattisson és membre del Itchenor Yacht Club.

## Carrera com a navegant
Pattisson va néixer a Campbeltown, Argyll, Escòcia, on el seu pare estava destinat com pilot de la RAF durant la Segona Guerra Mundial. La seva família va abandonar Escòcia dos mesos després del naixement de Rodney, i mai ha viscut a Escòcia des de llavors. Els seus pares eren tots dos anglesos, i s'identifica a si mateix com a anglès, no com a escocès, tot i que en els mitjans se'l coneix generalment com a escocès.
Va estudiar a la Universitat de Pangbourne, que havia estat fundada el 1917 com "Universitat Nàutica de Pangbourne". El College preparava als seus alumnes per a ser oficials de la Marina Mercant, encara que molts estudiants decidien unir-se a la marina de guerra, opció que va seguir Rodney en sortir de la universitat, ingressant a la Royal Navy.
Va formar equip amb l'advocat de Londres, Iain MacDonald-Smith, guanyant l'or en els Jocs Olímpics de Mèxic. Ambdós, havien viatjat dos mesos abans de l'inici de l'olimpíada per aclimatar-se a les condicions locals. Pattisson i MacDonald-Smith van guanyar la medalla d'or olímpica a la classe Flying Dutchman amb la seva embarcació Supercalifragilisticexpialidocious, nom que va ser escurçat pels oficials de regata en Superdocious, ja que el nom superava la longitud màxima permesa per les normes de la regata L'embarcació està ara dins la col·lecció del Museu Marítim Nacional de Cornwall.
En el moment en què va guanyar la medalla d'or, Pattisson es va convertir en el primer "Scot" en guanyar una medalla Olímpica de vela. Pattisson i MacDonald-Smith junts van guanyar el Campionat del Món de FD (Flying Dutchman) el 1969 i el 1970. Després de la seva victòria Olímpica el 1968, Pattisson va renunciar al seu càrrec com a oficial de la Royal Navy amb la finalitat de tenir més temps per poder entrenar. Fou nomenat Membre de l'Orde de l'Imperi britànic (MBE) el 1969, com Lieutenant Rodney Stuart Pattisson, en recompensa als serveis prestats en l'esport de la vela.
Va guanyar un altre altre campionat del món el 1971 (a Arenys de Mar), amb Julian Brooke-Houghton com a tripulant. Va aconseguir una segona medalla d'or olímpica a Kiel el 1972, aquesta vegada amb Christopher Davies al trapezi i amb el nom del seu vaixell traduït al castellà: Supercalifragilisticoespialidoso. A continuació va participar en els Jocs Olímpics de Mont-real de 1976 acabant amb una medalla de plata, que va guanyar juntament amb el seu anterior tripulant Julian Brooke-Houghton. En aquests Jocs Olímpics de 1976, Pattisson va tenir l'honor de representar al seu país, portant la bandera del Regne Unit en la cerimònia inaugural.
Pattisson es va retirar llavors dels Jocs Olímpics passant a ser co-patró del Victoria 83, de Peter Savary, participant en la Copa Amèrica el 1983.
Més tard va ser elegit pel "Hall of Fame" de vela.

## Treballs publicats
- Pattisson, Rodney; Davison, Tim; Hore, Tim. Tactics (Sail to Win).  Camden, Me: International Marine Pub. Co, 1986. ISBN 0-87742-233-8.
- Pattisson, Rodney; Davison, Tim; Hore, Tim. Boatspeed: supercharging your hull, foils and gear. (Sail to Win).  Steyning, W. Sussex: Fernhurst Books, 1986. ISBN 0-906754-25-9.